# Dietmar Fuhr

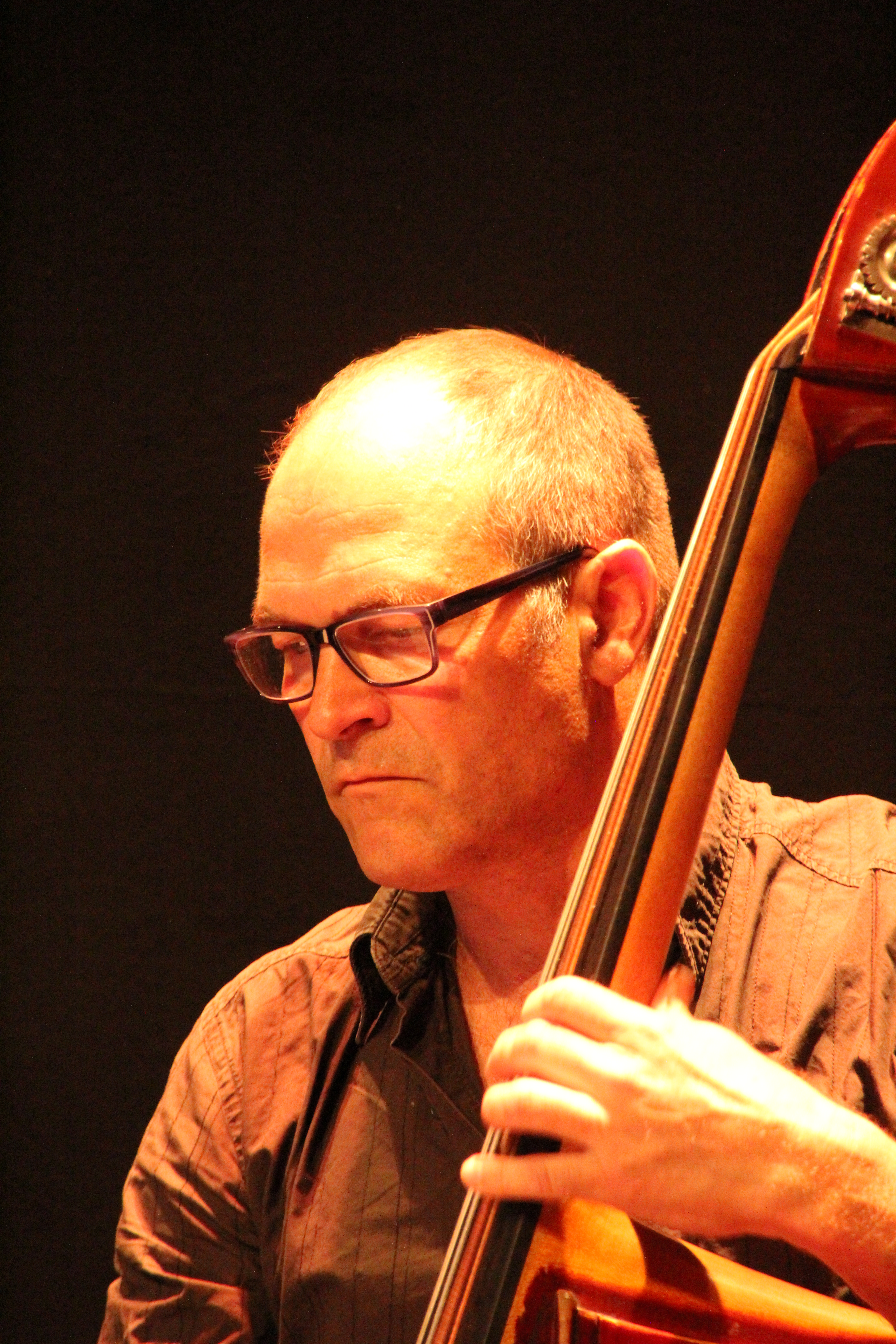
Dietmar Fuhr (2018)

Dietmar Fuhr (* 1964 in Sigmaringen) ist ein deutscher Kontrabassist des Modern Jazz.

## Leben und Wirken
Fuhr begann erst mit vierzehn Jahren (gemeinsam mit seinem Bruder) mit dem Musizieren und spielte zunächst Rockmusik auf der Gitarre. Recht bald kam er zum Jazz. Über den E-Bass wechselte er zum Kontrabass. Er studierte an der Musikhochschule Köln und in New York. Als Teil der Kölner Jazzszene war er in den Gruppen von Niels Klein, Florian Ross, Nils Wülker, Christoph Eidens, Martin Sasse und Roger Hanschel aktiv. Mit Saad Thamir, Bassem Hawar und dem belgischen Pianisten Fré Desmyter bildete er das Ensemble Ahoar, das 2007 das Album Between Rivers veröffentlichte und den Bundeswettbewerb Creole – Global Music Contest gewann.
Auch spielte er mit Musikern wie Andy Miles, Dejan Terzic, Nils Wogram, Richie Beirach, David Liebman, Kurt Rosenwinkel, Martin Lejeune, Markus Türk oder Antonio Faraò. Konzertreisen führten ihn in zahlreiche europäische Länder, nach Israel, Neuseeland, Indonesien und Aserbaidschan.
Er ist auch mit Oliver Steller unterwegs und tritt mit Sebastian Gramss, Christian Ramond, Achim Tang und Robert Landfermann in einem „Multibassorchester“ auf. Weiterhin spielt er auch in einem schlagzeuglosen Trio 120 mit seinem Bruder Wolfgang Fuhr (Tenorsaxophon) und Florian Ross.
Fuhr ist seit 2009 als Dozent für Jazz-Kontrabass an der Hochschule für Musik Köln tätig.

## Diskographische Hinweise
- Enrico Rava & Michael Flügel Quartet Live at Birdland Neuberg (1999)
- Florian Ross Suite for Soprano Sax & String Orchestra (1999)
- Andy Miles Crossing Borders (2011)